# Sphaeripalpus viridis
Sphaeripalpus viridis är en stekelart som beskrevs av Förster 1841. Sphaeripalpus viridis ingår i släktet Sphaeripalpus, och familjen puppglanssteklar. Arten är reproducerande i Sverige.